# Бацманы
Бацманы́ (укр. Бацмани) — село,
Малобубновский сельский совет,
Роменский район,
Сумская область,
Украина.
Код КОАТУУ — 5924186102. Население по переписи 2001 года составляло 567 человек.

## Географическое положение
Село Бацманы находится на берегу реки Олава,
выше по течению примыкает село Гавриловка,
ниже по течению на расстоянии в 1,5 км расположено село Малые Бубны.
По селу протекают пересыхающие ручьи с запрудами.
Рядом проходит автомобильная дорога Н-07

## Экономика
- Молочно-товарная ферма.
- «Нове Життя», ЗАО.

## Объекты социальной сферы
- Школа.
- Школа I—II ст.